# Macaria fissinotata
Macaria fissinotata, conocida como ángel de la cicuta, es una polilla perteneciente a la familia Geometridae. Se encuentra en Norteamérica desde Nueva Escocia hasta Georgia, al oeste de Kentucky y al norte de Ontario. Su envergadura es de 22 a 25 cm. La polilla vuela de mayo a septiembre y de mayo a julio en Quebec.
Su nombre en latín, fissinotata, se compone de la palabra latina «fissus» (que significa hendido o partido) y «notatus» (marca). Probablemente se refiere a la gran mancha ubicada en ala anterior, que suele estar partida en dos.
Las larvas se alimentan de especies de Tsuga y Picea, incluyendo Abies balsamea.